# ダリン・ダウンズ
ダリン・バートン・ダウンズ（Darin Burton Downs , 1984年12月26日 - ）は、アメリカ合衆国・ミシガン州オークランド郡サウスフィールド出身のプロ野球選手（投手）。左投右打。CPBLの統一セブンイレブン・ライオンズ時代の登録名は「戴倫」、Lamigoモンキーズ時代は「道恩斯」。

## 経歴

### プロ入りとカブス傘下時代
2003年のMLBドラフト5巡目（全体133位）でシカゴ・カブスから指名され、6月7日に入団。傘下のルーキー級アリゾナリーグ・カブスでプロデビュー。13試合（先発11試合）に登板して0勝2敗・防御率6.57・32奪三振の成績を残した。
2004年はA-級ボイシ・ホークスでプレーし、14試合（先発13試合）に登板して5勝3敗・防御率4.95・61奪三振の成績を残した。
2005年はA級ピオリア・チーフスでプレーし、2試合に先発登板して0勝2敗・防御率18.47と結果を出せず、6月にA-級ボイシに降格。14試合（先発13試合）に登板して5勝4敗・防御率3.50・63奪三振の成績を残した。
2006年はA-級ボイシでプレーし、9試合（先発2試合）に登板して4勝2敗・防御率4.81・24奪三振の成績を残した。8月にはルーキー級アリゾナリーグでプレー。2試合（先発1試合）に登板して1勝1敗・防御率10.80・2奪三振の成績を残した。
2007年はA+級デイトナ・カブスでプレーし、34試合（先発2試合）に登板して3勝7敗2セーブ・防御率4.11・65奪三振の成績を残した。
2008年はまずA+級デイトナでプレーし、17試合に登板して2勝0敗・防御率2.89・25奪三振の成績を残した。5月下旬にAA級テネシー・スモーキーズへ昇格。22試合に登板して0勝2敗・防御率6.56・17奪三振の成績を残した。

### レイズ傘下時代
2008年7月24日に金銭トレードで、タンパベイ・レイズへ移籍。A+級ベロビーチ・デビルレイズでプレーし、10試合（先発1試合）に登板して0勝3敗・防御率6.00・24奪三振の成績を残した。
2009年はまずA+級シャーロット・ストーンクラブズでプレーし、20試合（先発19試合）に登板して12勝4敗・防御率2.00・111奪三振の成績を残した。8月にAA級モンゴメリー・ビスケッツへ昇格。2試合に先発登板して0勝2敗・防御率4.76・9奪三振の成績を残した。
2010年はまずAA級モンゴメリーでプレーし、18試合（先発3試合）に登板して6勝2敗・防御率1.69・57奪三振の成績を残した。6月にAAA級ダーラム・ブルズへ昇格。23試合（先発1試合）に登板して6勝2敗・防御率4.46・45奪三振の成績を残した。11月6日にFAとなった。

### マーリンズ傘下時代
2010年11月8日にフロリダ・マーリンズとマイナー契約を結んだ。
2011年はまずAA級ジャクソンビル・サンズでプレーし、22試合（先発13試合）に登板して2勝5敗・防御率4.83・48奪三振の成績を残した。7月にAAA級ニューオーリンズ・ゼファーズへ昇格。10試合（先発5試合）に登板して3勝2敗・防御率4.29・39奪三振の成績を残した。11月2日にFAとなった。

### タイガース時代
2011年11月14日にデトロイト・タイガースと契約。シーズンオフにベネズエラ・ウィンターリーグに参加し、アラグア・タイガースに所属した。9試合に先発登板して2勝3敗・防御率3.35・25奪三振の成績を残した。

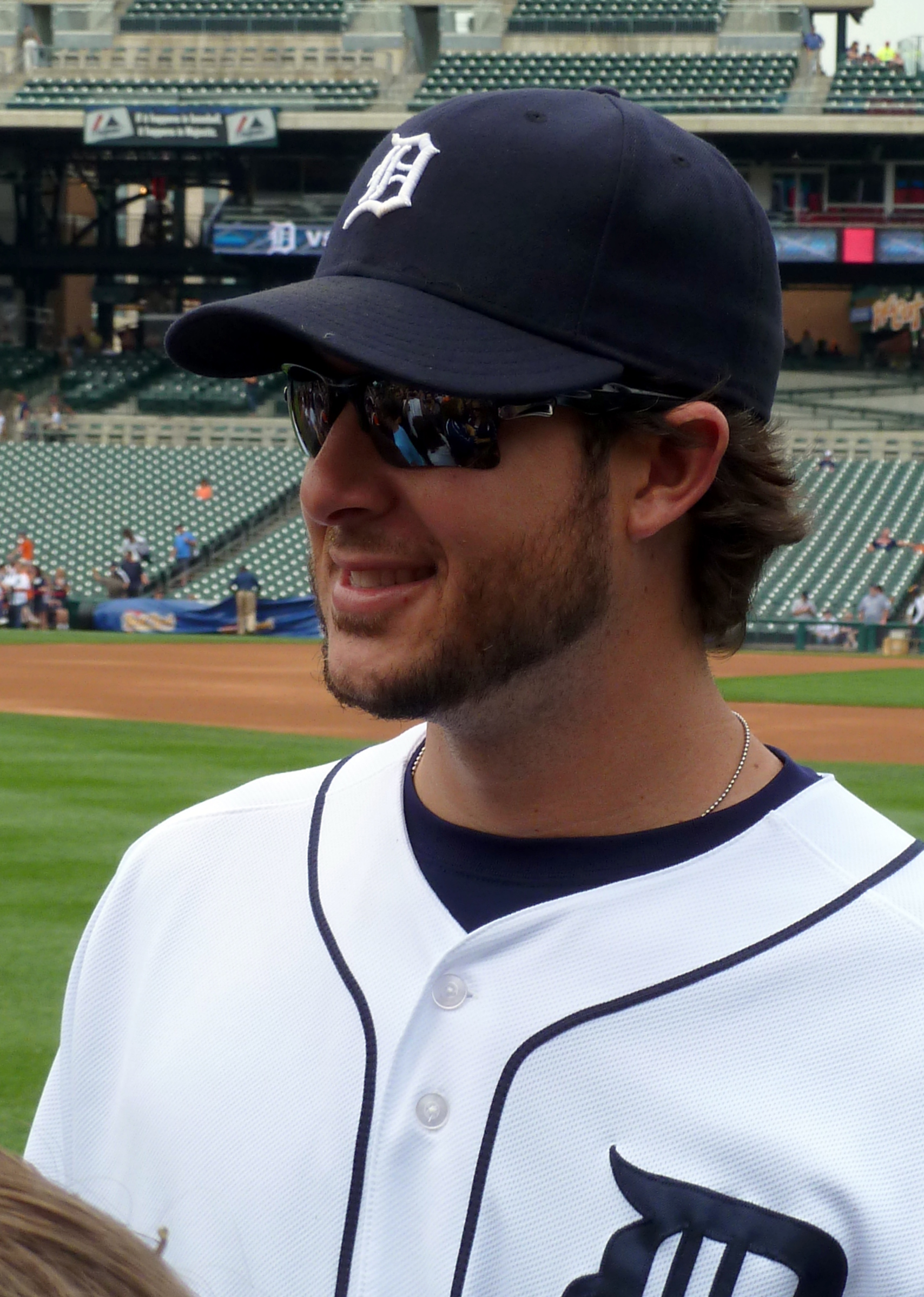
デトロイト・タイガース時代
(2013年6月9日)

2012年はAAA級トレド・マッドヘンズでプレーし、25試合に登板して0勝2敗・防御率2.15・33奪三振の成績を残した。7月3日にメジャー初昇格を果たし、同日のミネソタ・ツインズ戦でメジャーデビュー。2点ビハインドの9回表に5番手として登板し、1回を投げ無安打無失点1四球1奪三振だった。この年メジャーでは18試合に登板して2勝1敗・防御率3.48・20奪三振の成績を残した。
2013年は開幕ロースター入りを果たした。7月7日に肩回旋筋腱板炎で故障者リスト入りした。A級ウェストミシガン・ホワイトキャップス、AAA級トレドでリハビリを行い、9月10日にメジャーへ再昇格した。この年は29試合に登板して0勝2敗・防御率4.84・12奪三振の成績を残した。

### アストロズ時代
2013年11月1日にウェイバーでヒューストン・アストロズへ移籍した。
2014年は45試合に登板して2勝1敗・防御率5.45・27奪三振の成績を残した。12月23日に40人枠を外れ、AAA級フレズノ・グリズリーズへ降格した。
2015年5月21日に自由契約となった。

### 独立リーグ時代
2015年7月13日に独立リーグ・アトランティックリーグのロングアイランド・ダックスと契約。

### 台湾時代
2016年8月からCPBLの統一セブンイレブン・ライオンズでプレーし、オフに退団。
2017年からはLamigoモンキーズでプレーする。
2018年5月27日にLamigoから解雇される。

### サルタンズ時代
2018年7月25日にメキシカンリーグのモンテレイ・サルタンズと契約を結んだ。シーズン後にFAとなった。

### 独立リーグ時代（二期）
2019年4月2日にアトランティックリーグのロングアイランド・ダックスと契約を結んだ。

### スティーラーズ時代
2019年6月4日にメキシカンリーグのモンクローバ・スティーラーズと契約を結んだ。6月10日に放出された。

### 独立リーグ時代（三期）
2019年6月14日にアトランティックリーグのロングアイランド・ダックスと契約を結んだ。シーズン後にFAとなった。

### 豪州リーグ時代
2019年12月25日にオーストラリアン・ベースボールリーグのメルボルン・エイシズと契約を結んだことが発表された。シーズンでは19回で防御率0.95を記録した。

### 独立リーグ時代（四期）
2021年3月4日、アトランティックリーグのロングアイランド・ダックスの選手兼任投手コーチに就任することが発表された。

## 詳細情報

### 年度別投手成績
| 年 度     | 球 団     | 登 板 | 先 発 | 完 投 | 完 封 | 無 四 球 | 勝 利 | 敗 戦 | セ 丨 ブ | ホ 丨 ル ド | 勝 率 | 打 者 | 投 球 回 | 被 安 打 | 被 本 塁 打 | 与 四 球 | 敬 遠 | 与 死 球 | 奪 三 振 | 暴 投 | ボ 丨 ク | 失 点 | 自 責 点 | 防 御 率 | W H I P |
| --------- | --------- | ----- | ----- | ----- | ----- | -------- | ----- | ----- | -------- | ----------- | ----- | ----- | -------- | -------- | ----------- | -------- | ----- | -------- | -------- | ----- | -------- | ----- | -------- | -------- | ------- |
| 2012      | DET       | 18    | 0     | 0     | 0     | 0        | 2     | 1     | 0        | 1           | .667  | 86    | 20.2     | 18       | 1           | 9        | 2     | 1        | 20       | 1     | 0        | 8     | 8        | 3.48     | 1.31    |
| 2013      | DET       | 29    | 0     | 0     | 0     | 0        | 0     | 2     | 0        | 4           | .000  | 151   | 35.1     | 36       | 4           | 11       | 2     | 2        | 37       | 2     | 0        | 20    | 19       | 4.84     | 1.33    |
| 2014      | HOU       | 45    | 0     | 0     | 0     | 0        | 2     | 1     | 0        | 10          | .667  | 148   | 34.2     | 28       | 2           | 19       | 2     | 3        | 27       | 2     | 2        | 22    | 21       | 5.45     | 1.36    |
| 2016      | 統一      | 10    | 10    | 0     | 0     | 0        | 0     | 5     | 0        | 0           | .000  | 248   | 52.0     | 71       | 6           | 25       | 0     | 1        | 51       | 1     | 0        | 46    | 39       | 6.75     | 1.85    |
| 2017      | Lamigo    | 25    | 25    | 0     | 0     | 0        | 10    | 3     | 0        | 0           | .769  | 634   | 149.2    | 146      | 9           | 52       | 0     | 4        | 143      | 12    | 1        | 69    | 58       | 3.49     | 1.32    |
| 2018      | Lamigo    | 10    | 10    | 0     | 0     | 0        | 4     | 3     | 0        | 0           | .571  | 244   | 54.2     | 62       | 8           | 17       | 0     | 6        | 51       | 6     | 0        | 46    | 43       | 7.08     | 1.45    |
| MLB：3年  | MLB：3年  | 92    | 0     | 0     | 0     | 0        | 4     | 4     | 0        | 15          | .500  | 385   | 90.2     | 82       | 7           | 39       | 6     | 6        | 84       | 5     | 2        | 50    | 48       | 4.76     | 1.34    |
| CPBL：3年 | CPBL：3年 | 45    | 45    | 0     | 0     | 0        | 14    | 11    | 0        | 0           | .560  | 1126  | 256.1    | 279      | 23          | 94       | 0     | 11       | 245      | 19    | 1        | 161   | 140      | 4.92     | 1.46    |

- 2019年度シーズン終了時
- 各年度の太字はリーグ最高

### 年度別守備成績
| 年 度 | 球 団  | 投手（P） | 投手（P） | 投手（P） | 投手（P） | 投手（P） | 投手（P） |
| 年 度 | 球 団  | 試 合     | 刺 殺     | 補 殺     | 失 策     | 併 殺     | 守 備 率  |
| ----- | ------ | --------- | --------- | --------- | --------- | --------- | --------- |
| 2012  | DET    | 18        | 1         | 3         | 0         | 1         | 1.000     |
| 2013  | DET    | 29        | 1         | 2         | 0         | 0         | 1.000     |
| 2014  | HOU    | 45        | 2         | 5         | 0         | 0         | 1.000     |
| 2016  | 統一   | 10        | 3         | 9         | 1         | 0         | .923      |
| 2017  | Lamigo | 25        | 5         | 21        | 2         | 2         | .929      |
| 2018  | Lamigo | 10        | 2         | 12        | 0         | 2         | 1.000     |
| MLB   | MLB    | 92        | 4         | 10        | 0         | 1         | 1.000     |
| CPBL  | CPBL   | 45        | 10        | 42        | 3         | 4         | .945      |

- 2019年度シーズン終了時

### 表彰
CPBL
- 月間MVP：1回（投手部門：2017年5月）

### 背番号
- 38（2008年 - 2013年途中、2014年）
- 34（2013年途中 - 同年終了）
- 30（2016年）
- 33（2017年 - 2018年）